# The Duskbloods
The Duskbloods — будущая компьютерная игра в жанре action/RPG, разрабатываемый компанией FromSoftware. Релиз проекта запланирован на 2026 год эксклюзивно для консоли Nintendo Switch 2.

## Сюжет
Игрок берёт на себя роль одного из «Кровоприсягнувших» — воинов, чья особая кровь даровала им нечеловеческую силу. Им предстоит сражаться за «Первую кровь» на фоне «Сумерек человечества».

## Игровой процесс
The Duskbloods — это многопользовательская игра в жанре action/RPG, в которой можно играть как против игрока, так и против окружения с участием до восьми человек. Игрокам предстоит сражаться между собой и выполнять различные PvE-задачи, такие как уничтожение боссов. Битвы будут происходить на разнообразных аренах (от готических городов до викторианских локаций), перемежаясь динамическими событиями, влияющими на условия победы и правила матчей (так, в небе может возникнуть гигантское каменное лицо, оно влияет на окружающую среду и изменяет награды). В конце каждого матча игроки будут перемещаться в хаб, где получат награды. В игре будут доступны десять персонажей, каждый из которых обладает уникальным внешним видом (помимо этого, предусмотрена дополнительная кастомизация) и оружием (в том числе, с дальнобойными атаками). Одной из ключевых механик The Duskbloods станут «роли» персонажей, определяющие их особые обязанности и цели во время матчей, не связанные с общими условиями победы. Благодаря гибкой системе «кастомизации крови», игроки смогут настраивать роли под свой стиль игры, что, по мнению разработчиков, открывает простор для отыгрыша. По своей стилистике и визуальному стилю проект напоминает духовного наследника Bloodborne, что было отмечено многими игровыми изданиями, однако, выделяется на фоне своего предшественника присутствием стимпанк-элементов и более современным сеттингом.

## Разработка
The Duskbloods представляет собой новый тайтл, не фигурировавший до этого среди проектов FromSoftware. Руководителем игры выступает Хидэтака Миядзаки, глава студии, её релиз намечен на 2026 год эксклюзивно для консоли Nintendo Switch 2.

По словам Миядзаки, до начала разработки The Duskbloods представляла собой лишь набором идей. Полноценное производство началось тогда, когда проектом заинтересовались представители Nintendo. Первоначально игрой занималась небольшая команда и её выпуск планировался на первой Switch, однако затем проект был переориентирован на вторую версию консоли, с упором на её на многопользовательские функции (в том числе встроенный голосовой чат). Он комментировал: 
Проект разрабатывался небольшой командой для Switch. Однако, как только игра начала обретать форму, к нам обратилась Nintendo и рассказала о Switch 2, после чего мы пересмотрели наши планы с учетом нового оборудования.
Комментируя концепцию The Duskbloods, Миядзаки отметил, «что находит эту структуру очень интересной и всегда желал поэкспериментировать с ней». Так как PvP-элемент позволяет реализовать широкий спектр геймдизайнерских идей.